# Депортиво Мунисипаль (футбольный клуб, Лима)

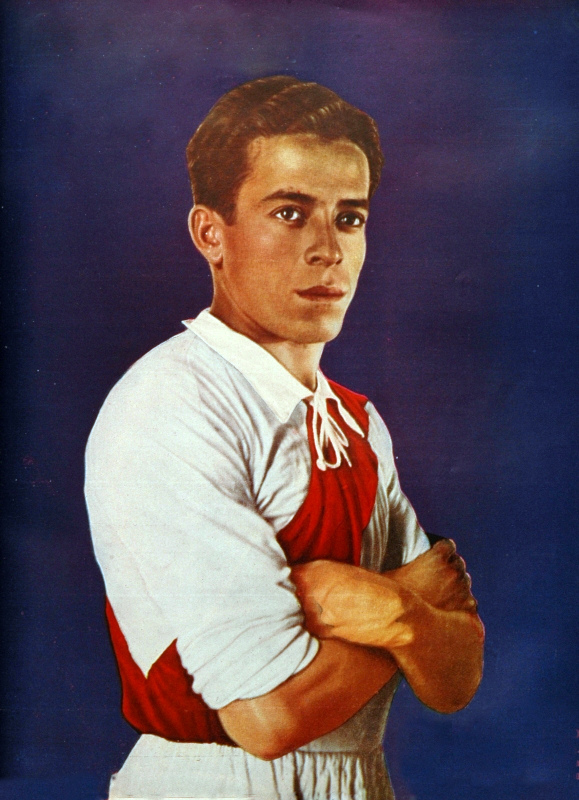
Сегундо Кастильо, звезда команды в 40-е годы

«Депорти́во Мунисипа́ль» (исп. Deportivo Municipal) — перуанский профессиональный футбольный клуб из Лимы. Основан 27 июля 1935 года. Участвует в Примере и является пятой командой страны по количеству чемпионских титулов.

## История
Клуб был основан 27 июля 1935 года тремя членами городского совета Лимы. В следующем году команда начала участвовать в чемпионате Перу, и вскоре к ней пришёл успех. Первый титул завоёван в 1938 году, с этого момента для «Мунисипаля» начинается «золотая эра», которая длилась до середины XX века.
C 1940 по 1947 год команда не опускалась ниже второго места, а в 1940 и 1943 годах занимала первое место. «Золотая эра» закончилась после четвёртого титула, завоёванного в 1950 году. В следующем году команда заняла второе место. До 1967 года «Депортиво Мунисипаль» не показывал хороших результатов, и в результате вылетел из Примеры во Второй дивизион. Однако уже в следующем году команда выиграла этот турнир, что позволило вернуться в Примеру, где «Муни» пребывал до 2000 года.
В 2006 году «Мунисипаль» снова победил во Втором дивизионе, вернувшись в элиту. Но из-за финансовых трудностей и слабой игры команда через несколько лет попала в низшие лиги. В 2012 году «Депортиво Мунисипаль» возвратился во Второй дивизион, и уже через два года выиграл свой третий титул на этом уровне, завоевав путёвку в Примеру.

## Цвета и символика

### Эмблемы в разные годы

Первая эмблема, использовавшаяся в 1935—1936 годах

### Форма
| 1935—1936 | с 1936 |

### Спонсоры
| Годы            | Титульные спонсоры            |
| 1992-1994       | Faucett                       |
| 1993-1995       | Caja Municipal                |
| 2001            | Motorola                      |
| 2002            | Otto Kunz                     |
| 2003-2004       | Antica Pizzería               |
| 2005-2006; 2008 | Cerveza Cristal               |
| 2009            | DirecTV                       |
| 2010-2011       | Reuma Sol                     |
| 2011            | Муниципалитет города Лима     |
| 2012            | Los Portales; Inmobilaria MAK |
| 2013            | La Banda del Basurero         |
| 2014            | Sportek                       |
| 2015            | Sporade; BetCRIS              |
| 2016            | Amalie Motor Oil              |

## Тренеры
- Хуан Вальдивиесо (19??-??)
- Зозимо (1976)
- Луис Закариас (1977)
- Хуан Хохберг (1983)
- Хулио Сесар Урибе (1995)
- Августин Кастильо (1997-99)
- Орасио Рауль Бальдессари (2000)
- Роберто Москера (2007)
- Роберто Помпеи (2015—2015)
- Франсиско Мельгар (2015—2016)
- Марсело Гриони (2016—н. в.)